# Index de Singapour
L'index de biodiversité urbaine, également dit Index de Singapour (IS pour les francophones ou SI pour les anglophones) ou encore « City Biodiversity Index » ou CBI pour les anglophones, est un indicateur (outil d'auto-évaluation) spécialement construit pour « aider les villes à suivre et évaluer leurs efforts de conservation de la biodiversité » .

## Contexte et histoire
Le concept que la biodiversité et les services écosystémiques qu'elle procure sont essentiels à la survie et au bien-être de l'humanité et de la plupart des autres espèces fait maintenant consensus.
Alors que la biodiversité s'effondre ou régresse fortement dans de nombreuses zones naturelles et cultivées voire dans certaines aires naturelles protégées, et alors que les villes et la périurbanisation progressent, il est apparu que les aires urbaines pouvaient, voulaient ou devaient, grâce à une conception et une gestion appropriée permettre l'épanouissement d'une certaine biodiversité, notamment sur les toitures végétalisées et pour les oiseaux (et en prenant garde à éviter les situations de piège écologique), mais pas uniquement. 
La biologie de conservation et l'écologie urbaine se sont intéressés aux écopotentialités de la ville où vit plus de la moitié de la population mondiale, cherchant à mieux hiérarchiser et évaluer les enjeux et les résultats des actions mises en œuvre par certaines villes ou projets. Pour cela, des objectifs doivent être fixés, et des indicateurs doivent permettre d'évaluer le chemin à parcourir pour les atteindre.
Il n'existait pas d'indice de biodiversité adaptés aux particularités du milieu urbain. Un nouvel indice a donc été préparé et testé avec le centre national de la biodiversité de Singapour (National Biodiversity Centre (Singapore)), il a ensuite été formulé en février 2009, à Singapour même, sur proposition de la ville, puis à Nagoya par  M. Tsuyoshi Ito en mai 2010 et enfin sous l'égide du  Secrétariat de la CDB lors d’un premier atelier, avec l'aide de 17 experts de 10 pays et un groupe d'étude technique.  
Son développement a été lancé lors de la 9e réunion de la Conférence des Parties à la Convention sur la diversité biologique (CDB), sous l'égide de la CDB et en lien avec le Partenariat mondial sur les villes et la biodiversité (GPCB). Cet Index a été présenté à la Conférence mondiale sur la biodiversité de Nagoya (2010) comme un indicateur de référence pour l'ONU.
Un guide d'utilisation (45 pages) a été publié par la CBD en 2014

## Utilité
Cet index est conçu pour être à la fois un outil d'évaluation environnementale d’état et de résultats ou éventuellement d'écopotentialités urbaines. C'est un outil qui se veut :
- d'auto-évaluation ;
- facile à appliquer et utiliser ;
- scientifiquement crédible ;
- objectif et équitable.

Il est vise à montrer – pour la biodiversité urbaine -  à la fois les changements ou tendance en matière d’état, de pression et de réponse, (ce qui correspond aux types d’indicateurs recommandés et utilisés par l’OCDE et l'Union européenne. 
Il doit aussi pouvoir être aussi une aide à la gestion restauratoire de la biodiversité urbaine et plus largement aider les gouvernements nationaux et les autorités locales à  incorporer conservation de la biodiversité considérations dans le contexte urbain
Plate-forme intergouvernementale sur la biodiversité et les services écosystémiques.

### Indicateurs retenus pour l'Index
(Voir aussi le schéma ci-contre)

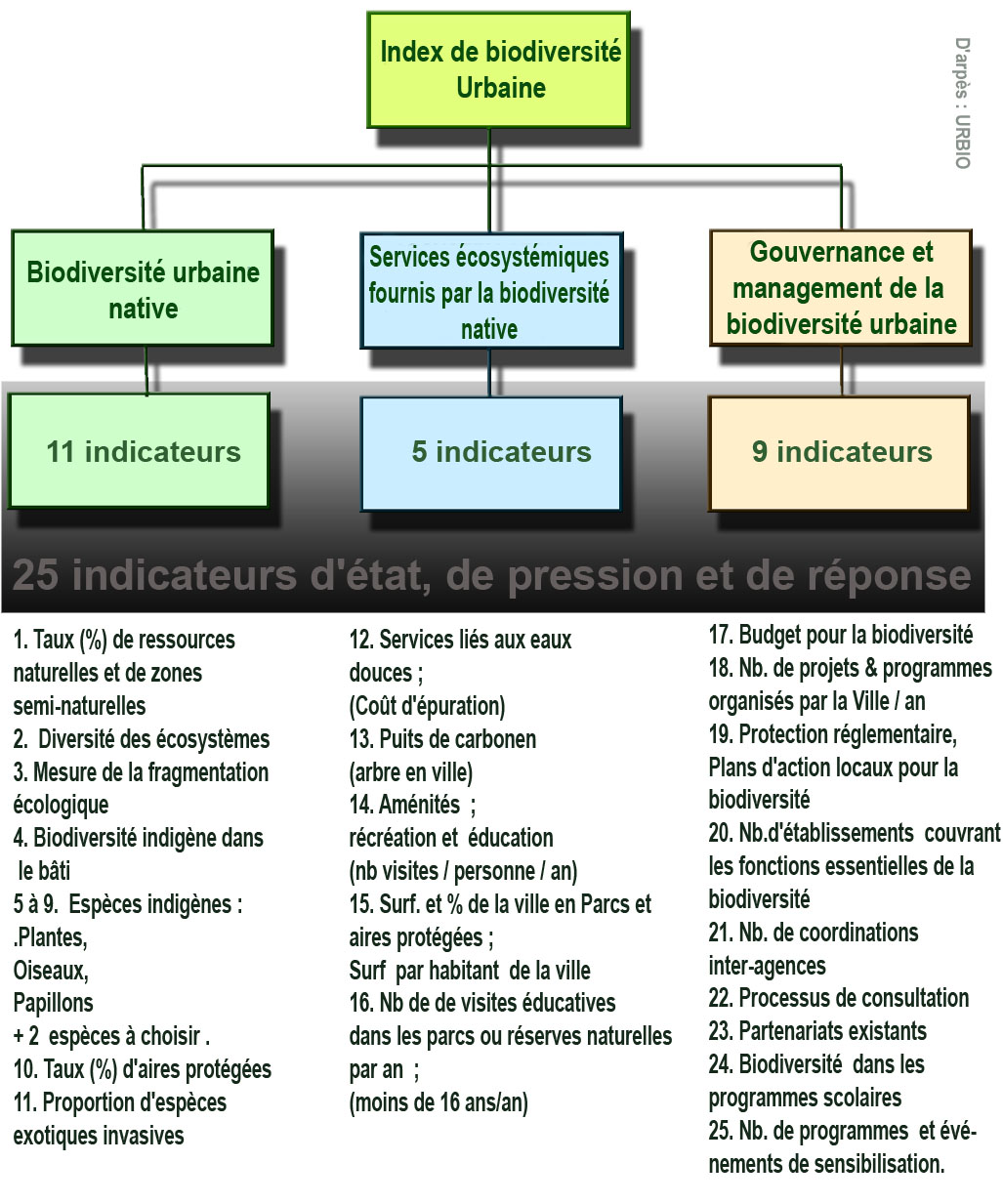

- indicateurs biodiversité urbaine native. 
1. Taux (%) de ressources naturelles et de zones semi-naturelles  
2.  Diversité des écosystèmes  
3. Mesure de la fragmentation écologique 
4. Biodiversité indigène dans le bâti 
5 à 9.  Espèces indigènes :.Plantes, Oiseaux, Papillons  + 2  espèces à choisir . 
10. Taux (%) d'aires protégées  
11. Proportion d'espèces exotiques invasives
- Services écosystémiques dépendants de la biodiversité 
12. Services liés aux eaux douces (Coût d'épuration) 
13. Puits de carbone (arbre en ville)
14. Aménités (récréation et  éducation ; nb visites / personne / an) 
15. Surf. et % de la ville en Parcs urbains et  aires protégées,  Surf  par habitant  de la ville 
16. Nb de visites éducatives  dans les parcs ou réserves naturelles par an  (moins de 16 ans/an)
- Gouvernance et management de la biodiversité urbaine 
17. Budget consacré à la biodiversité 
18. Nb. de projets & programmes organisés par la Ville / an  
19. Protection réglementaire, Plans d'action locaux pour la biodiversité 
20. Nb.d'établissements couvrant les fonctions essentielles de la biodiversité 
21. Nb. de coordinations inter-agences 
22. Processus de consultation  
23. Partenariats existants  
24. Biodiversité  dans les programmes scolaires 
25. Nb. de programmes  et événements de sensibilisation.

Un projet d'évaluation de l'index et de ses usages est envisagée, présentée en 2022, au regard d'autres indices environnementaux existants (pour les pays et les villes), associé à un nouveau manuel de l'utilisateur de l'indice de biodiversité des villes ; et à une analyse des retours d'expérience. Les auteurs suggèreront des pistes d'amélioration de l'indice et pour l'appliquer plus largement.

### Manuel d'utilisation
- CBD (2014) USER’S MANUAL ON THE SINGAPORE INDEX ON CITIES’ BIODIVERSITY (also known as the City Biodiversity Index), PDF, 45pp